# Bombardement de Qui Nhon
Campagne de Cochinchine
Batailles
- Siège de Tourane
- Siège de Saïgon
- Kỳ Hòa
- Mỹ Tho
- Qui Nhơn
- Biên Hòa
- Vĩnh Long
- Traité de Saïgon

Le bombardement de Qui Nhon (vietnamien : Qui Nhơn) est une attaque par le sloop de guerre USS Saginaw (appartenant à l'East India Squadron de l'US Navy) le 30 juin 1861 contre un fort tenu par les Vietnamiens défendant la ville de Qui Nhon en Cochinchine. Le commandant du navire, James F. Schenck (en), avait été envoyé en Cochinchine à la recherche de marins américains disparus, mais a été accuelli à coups de canon à son arrivée. En réponse à l'attaque, le navire de guerre américain a bombardé le fort jusqu'à ce qu'il soit anéanti, durant une vingtaine de minutes. L'incident s'est produit lors de la conquête franco-espagnole de la nation.

## Le bombardement

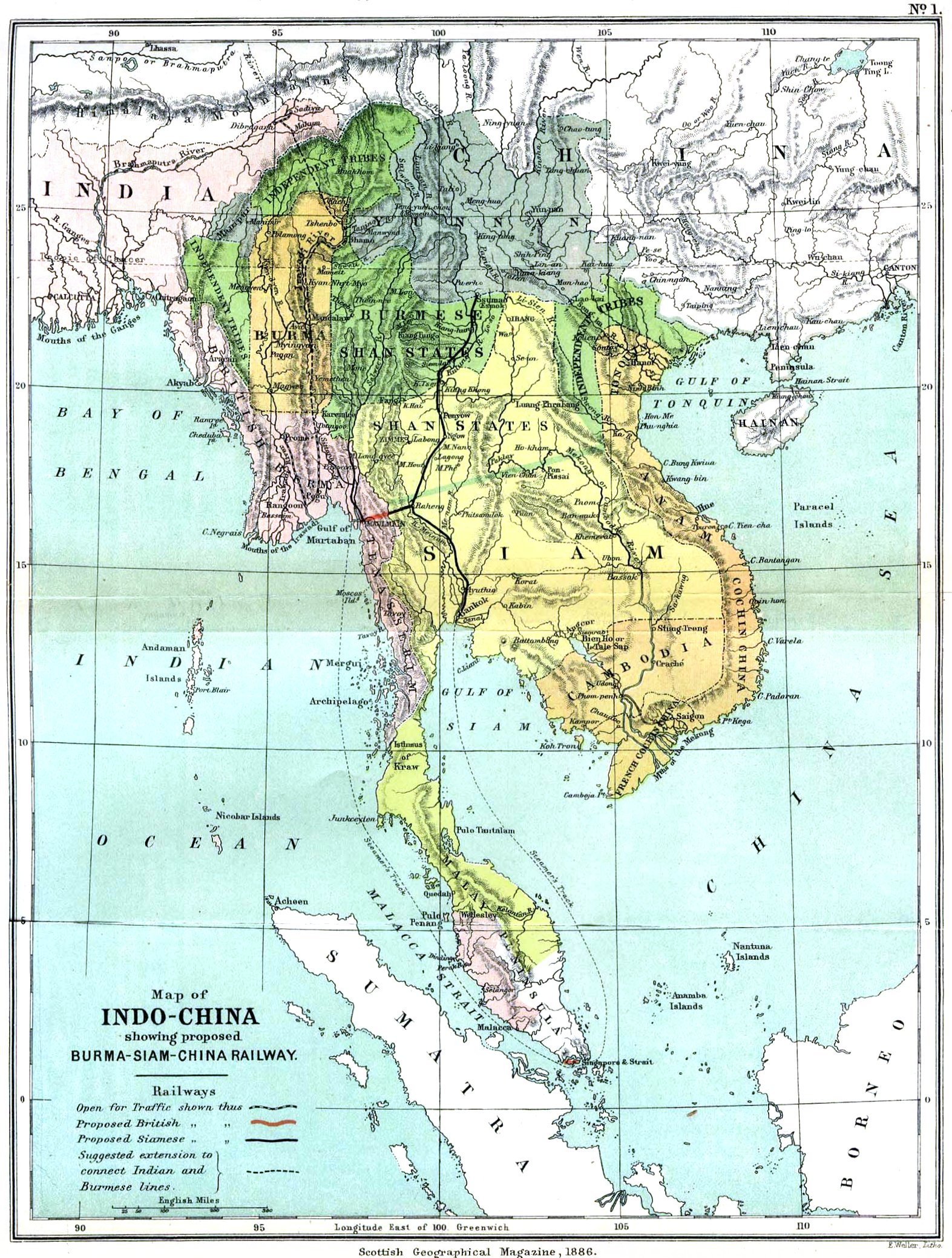
Carte de la région en 1886

Le commandant Schenck arrive à Qui Nhon le 29 juin et prépare à entrer dans le port le lendemain à 01h00. Il voulait demander aux Vietnamiens s'ils avaient vu les marins disparus. Lorsque la Saginaw entre dans le port de Qui Nhon, le 30 juin, le fort vietnamien situé plus au nord ouvre le feu à une distance de 600 mètres.
L'équipage du USS Saginaw met l'ancre vers le bas lorsque la première salve a éclaté dans l'eau à côté du navire. Surpris, les Américains ont commencé à agiter un drapeau blanc pour montrer leurs intentions amicales mais une deuxième salve est tirée puis une troisième. La Saginaw se retire lentement et à 900 mètres de distance, les artilleurs américains ripostent avec un de leurs canons de 32 mm et après seulement une vingtaine de minutes, la pièce d'artillerie vietnamienne se tait. Une explosion secondaire est observée, s'agissant soit de la poudrière du fort, soit de l'un des canons, tuant les artilleurs vietnamiens. Après l'explosion pas d'autres salves ont été tirées depuis le fort. Toutefois, les artilleurs de la Saginaw ont poursuivi leur bombardement pendant demi-heure sans opposition jusqu'à ce que le fort soit en ruines. Les forces américaines n'ont pas subi de dégâts ou de victimes et après l'engagement, la Saginaw refait cap sur Hong Kong, devant l'hostilité des Vietnamiens à communiquer.

## Conséquences
Malgré l'engagement, les Américains ne retrouveront pas les marins disparus. Le commandant Schenck servira par la suite brillamment lors des batailles de Fort Fisher pendant la guerre de Sécession.